# High frequency
| Radiospectrum   | Radiospectrum   |
| --------------- | --------------- |
|                 | 3 Hz 100.000 km |
| ELF             |                 |
| 30 Hz 10.000 km |                 |
| SLF             |                 |
| 300 Hz 1.000 km |                 |
| ULF             |                 |
| 3 kHz 100 km    |                 |
| VLF             |                 |
| 30 kHz 10 km    |                 |
| LF (LW)         |                 |
| 300 kHz 1 km    |                 |
| MF (MW)         |                 |
| 3 MHz 100 m     |                 |
| HF (SW)         |                 |
| 30 MHz 10 m     |                 |
| VHF             |                 |
| 300 MHz 1 m     |                 |
| UHF             |                 |
| 3 GHz 100 mm    |                 |
| SHF             |                 |
| 30 GHz 10 mm    |                 |
| EHF             |                 |
| 300 GHz 1 mm    |                 |
|                 |                 |

Met high frequency of HF worden frequenties in het radiospectrum aangeduid tussen 3 en 30 MHz. De radiogolven hebben een golflengte van 10 tot 100 meter en worden daarom ook wel decametergolf genoemd. Het HF-spectrum is vanwege zijn propagatieeigenschappen zeer geschikt voor uitzendingen op grote afstand.
Vanwege deze eigenschappen is HF bij veel gebruikers populair, zowel militair als civiel, variërend van omroepzenders tot lange-afstandscommunicatie. Het is daarom altijd een druk bezet frequentiegebied geweest dat bij elke nieuwe vergadering van de WARC (instantie die radiofrequenties verdeelt) een groot gevecht tussen de belangengroepen opleverde. Tot de opkomst van het internet was een HF-verbinding een van weinige betaalbare mogelijkheden voor bedrijven om continu informatie uit te wisselen tussen de verschillende landen. Vrijwel tot het einde van de 20e eeuw bleven internationale telefoontarieven hoog en was een continuverbinding tussen twee landen vrijwel onbetaalbaar.
Door de opkomst van communicatie-satellieten in de jaren '60 en het beschikbaar komen van goedkope apparatuur voor hogere frequenties was er steeds minder behoefte in de civiele wereld. In de militaire wereld bleef de band populair vanwege de vermeende kwetsbaarheid van satellieten.

## Geschiedenis

### De pioniers
In de beginjaren van de radio was het fenomeen van de ruimtegolf, die ontvangst op zeer grote afstanden mogelijk maakt, nog niet bekend. Wel was bekend dat het bereik van de grondgolf afnam met afnemende golflengte. De eerste radiodiensten uit de jaren 1910 maakten daarom voor communicatie over lange afstanden gebruik van LF en VLF, waarvan de golven zo lang zijn dat de grondgolf zich makkelijk over meer dan duizend kilometer kan voortplanten. Hierdoor werd in die begintijd de nadruk op langere golflengten gelegd, en werden de kortere golflengten nutteloos bevonden. Daarom werden deze minder interessante golflengten aan radioamateurs toebedeeld.
Radioamateurs ontdekten echter al snel dat onder gunstige omstandigheden zeer grote afstanden overbrugd konden worden. De eerste trans-Atlantische ontvangsten werden door amateurs gemaakt in december 1921, in de 200m-band (1500 kHz), destijds de kortstgolvige band die voor amateurs beschikbaar was. Hoewel het gebruik van nog kortere golflengten voor amateurs verboden was, werd het gebruik ervan niet streng tegengegaan aangezien er werd aangenomen dat deze golflengten toch niet voor militaire of commerciële doeleinden bruikbaar waren. Na de eerste successen probeerden de amateurs dus al snel hun geluk op deze nog kortere golflengten, en met succes. Al gauw werden de eerste speciale vergunningen uitgeschreven voor amateurs om van deze golflengten gebruik te mogen maken. In 1923 waren verbindingen op lange afstanden voor amateurs al meer regel dan uitzondering, en waren al honderden radioverbindingen naar de andere kant van de Atlantische Oceaan gemaakt. In 1924 volgden de eerste tweewegcontacten tussen de Verenigde Staten en Nieuw-Zeeland, daarna de eerste contacten tussen Nieuw-Zeeland en Groot-Brittannië — bijna de halve wereld rond.
Tegen het einde van 1924 was het nut van de hogere frequenties voor amateurs duidelijk geworden, en werden wereldwijd een aantal amateurbanden in de korte golf toegewezen op 80 meter, 40 meter en 20 meter. Later volgden ook de 15 meter en 10 meter-banden.

### Commerciële, civiele en militaire uitbating
De eerste niet-amateurgebruikers van HF waren voornamelijk zenders van nationale instanties. In juli 1924 werd door de Britse General Post Office (vergelijkbaar met de Nederlandse PTT) een radiotelegrafieverbinding opgezet om communicatie via HF mogelijk te maken met India, Australië, Zuid-Afrika en Canada, die toen nog deel uitmaakten van het Britse Rijk. De verbinding met Canada was op 25 oktober 1926 gereed, en de verbinding met India, Australië en Zuid-Afrika een jaar later.
Begin jaren 1920 werkte ook Nederland aan een radiografische telegraafverbinding met zijn kolonie Nederlands-Indië, die Radio Kootwijk werd genoemd. Deze was in de eerste plaats niet bedoeld voor korte golf, maar zond uit op een zeer lange golflengte van 17 000m (VLF, 17,6 kHz) en kon hierdoor de enorme afstand tussen Nederland en de koloniën overbruggen via de grondgolf. Om deze afstand te kunnen overbruggen waren de zendvermogens van deze radiozender echter enorm en boezemen ook vandaag de dag nog ontzag in. De zender bestond uit een zestal 212 meter hoge antennes en had een zendvermogen van vele honderden kilowatts.
Tijdens de ontwikkeling van Radio Kootwijk in 1925 werd de gebruikte technologie echter ingehaald door de radioamateurs die de voordelen van HF hadden ontdekt. Een ingenieur van de PTT, ir. N. Koomans, bouwde een kortegolfzender en wist met een klein zendertje op het dak van zijn radiolaboratorium in Den Haag een radioverbinding met Nederlands-Indië tot stand te brengen. Het duurde niet lang voordat de nieuwe techniek te Radio Kootwijk geïnstalleerd werd en het radiostation groeide uit tot een radiocentrum van wereldklasse. Door de kortere golflengte werd het mogelijk in plaats van telegrafie ook gesprekken uit te zenden en zo vonden via Radio Kootwijk de eerste trans-Atlantische radiografische telefoongesprekken plaats.
De voordelen van HF waren ook anderen niet ontgaan. Zoals in de afgelopen jaren met het internet is gebeurd, vond in de late jaren 1920 een ware explosie plaats van bedrijven met HF-zenders die maar al te graag wilden meeprofiteren van deze nieuwe en interessante communicatietechniek. Het was namelijk veel eenvoudiger om een HF-verbinding op te zetten dan om gebruik te maken van de kolossale zenders die nodig waren voor LF en VLF, en ook het gebruik van grote trans-Atlantische telegraafkabels was erg duur en onhandig. In 1928 was al de helft van alle langeafstandscommunicatie overgestapt op HF. Al snel trad in Groot-Brittannië een ware concurrentiestrijd op tussen de bestaande kabelbedrijven, die ook van strategisch belang waren, en de nieuwe HF-zenders. Uiteindelijk werd een crisis voorkomen door de kabelbedrijven eveneens het beheer van het HF-spectrum in handen te geven.

### Vandaag
Het HF-spectrum wordt vandaag de dag nog steeds intensief gebruikt, hoewel in mindere mate in technologisch vooraanstaande landen, waar steeds meer van satellieten en het internet gebruik wordt gemaakt voor langeafstandscommunicatie. Belangrijke gebruikers zijn internationale radiostations zoals de Nederlandse Wereldomroep, Radio Vlaanderen Internationaal en de BBC World Service. Een andere grote groep gebruikers zijn de zendamateurs. Ook in de militaire wereld wordt deze band nog veel gebruikt. In de luchtvaart wordt de HF gebruikt voor luchtvaartcommunicatie over zeer grote afstanden.

## Propagatie

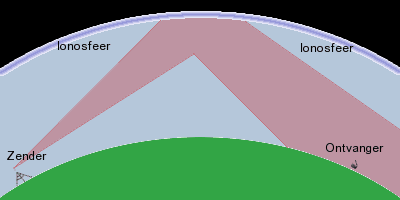
Ruimtegolf.

Vanwege de lange golflengte volgen de golven in het LF- en MF-bereik het aardoppervlak enigszins en kunnen hiermee al langere afstanden overbrugd worden. Dit wordt de grondgolf genoemd. De afstanden waarover de golven nog goed te ontvangen zijn, zijn bij LF al snel zo'n 1000 km. Bij MF is dit nog maar zo'n 300 km, hoewel de lagere MF-frequenties wel verder reiken dan de hogere. De HF-frequenties hebben in beginsel deze eigenschap ook, maar door de nog kortere golflengte is de afstand die hiermee overbrugd kan worden zeer klein. Het signaal verzwakt al snel naarmate de afstand toeneemt, waardoor de afstand die de grondgolf kan overbruggen niet groot is. Wat overblijft is de directe golf, die in een rechte lijn tussen zender en ontvanger loopt, maar door de kromming van de aarde is het bereik hiervan beperkt tot meestal niet meer dan 100 km (een probleem waar zenders in de VHF-banden, waaronder de FM-omroep, eveneens mee kampen).
Er is echter nog een andere propagatiemogelijkheid, namelijk de ruimtegolf. Deze vorm van propagatie is kenmerkend voor HF, en maakt het mogelijk zeer grote afstanden te overbruggen met relatief weinig verlies van signaalsterkte. Bij propagatie via de ruimtegolf refracteert (buigt) de ionosfeer van de Aarde de signalen terug naar de aarde. Door gebruik te maken van deze refractie is het mogelijk afstanden van enkele duizenden kilometers te overbruggen, tot ver voorbij de horizon. Aangezien de Aarde de signalen zelf terugkaatst, kunnen de signalen soms meerdere keren tussen grond en ionosfeer kaatsen en zodoende enorme afstanden overbruggen. Voor elke weerkaatsing treedt echter wel verzwakking en vervorming van het signaal op, waardoor het gewenst is het aantal weerkaatsingen tot een minimum (meestal één) te beperken om een goede ontvangst te waarborgen.
Propagatie via de ruimtegolf is niet uniek voor HF; ook MF- en LF-golven kunnen gebruikmaken van propagatie via de ionosfeer. Maar bij deze lagere frequenties (tot ongeveer 5-10 MHz) is de absorptie in de lager gelegen lagen in de ionosfeer (de D-laag en voor een deel ook de E-laag) zodanig hoog dat de signalen uitdoven vooraleer ze teruggebogen kunnen worden. Deze lagen lossen echter als het donker wordt grotendeels op, waarna ook de lagere frequenties zich via de ruimtegolf voortplanten. Wat HF kenmerkt is dat de golven, zeker op de wat hogere frequenties, ook overdag door de D- en E-lagen kunnen dringen, waardoor ontvangst de hele dag mogelijk is.
Er is echter wel een punt waarop propagatie als ruimtegolf niet meer mogelijk is. Op een bepaald punt wordt de frequentie zo hoog dat de golven ook door de bovenste laag (de F-laag) van de ionosfeer dringen en verder doorgaan de ruimte in. De frequentie waarop dit gebeurt wordt de maximum usable frequency (MUF) genoemd, en ligt niet vast maar hangt af van de condities in de ionosfeer, die sterk afhankelijk zijn van de activiteit van de zon, in het bijzonder de zonnevlekken. In het algemeen geldt dat meer zonneactiviteit zorgt voor meer ionisatie in de ionosfeer en dus een hogere MUF, waardoor de hoogste HF-frequenties (20-30 MHz) meestal alleen bruikbaar zijn in de zomer en op tijden dat de zon actiever is.

## Kortegolfomroep
Het HF-gebied wordt uitgebreid benut door internationale omroeporganisaties, die gebruikmaken van de speciale propagatiemogelijkheden van de HF-band om de wereldomroep te verzorgen voor luisteraars op grote afstand. In deze context wordt de HF-band vaak aangeduid als korte golf, vergelijkbaar met middengolf en lange golf. In de tropen wordt de korte golf ook gebruikt voor nationale uitzendingen vanwege de lagere gevoeligheid voor atmosferische storingen, die veroorzaakt worden door bliksemontladingen.

## Radioamateurs
Radioamateurs waren de eerste gebruikers van HF-frequenties en zijn nog altijd sterk vertegenwoordigd. Zij maken gebruik van een aantal technieken, zoals spraak via enkelzijbandmodulatie (SSB), Morsecode, tekst via RTTY en digitale informatie in de vorm van PSK31. Nieuwe technologieën als computers hebben ook vooruitgangen in de amateurtechniek mogelijk gemaakt, waarvan PSK31 een belangrijke is.
Radioamateurs beschikken over een aantal frequentiebanden in het HF-spectrum. De volgende toewijzingen gelden voor Nederland:
- 1810 – 1880 kHz (160 m)
- 3500 – 3800 kHz (80 m)
- 7000 – 7200 kHz (40 m)
- 10100 – 10150 kHz (30 m)
- 14000 – 14350 kHz (20 m)
- 18068 – 18168 kHz (17 m)
- 21000 – 21450 kHz (15 m)
- 24890 – 24990 kHz (12 m)
- 28000 – 29700 kHz (10 m)

## Utiliteitsstations
Utiliteitsstations zijn stations die niet voor publiek gebruik bestemd zijn, maar een praktisch nut dienen. Dit zijn bijvoorbeeld weerberichten en -kaarten, communicatie tussen vliegtuigen en luchtverkeersleiding, of maritieme communicatie tussen schepen onderling en tussen schepen en de kust. De korte golf wordt ook voor deze doeleinden benut. Afhankelijk van de te versturen informatie worden AM (SSB), RTTY of andere modulatievormen gebruikt. Hoewel ze niet voor normaal luisteren bedoeld zijn, kunnen ze wel met geschikte apparatuur beluisterd worden. Ook militaire communicatie gebruikt de korte golf, maar deze stations maken gebruik van encryptie waardoor ze niet zomaar af te luisteren zijn.

### Nummerstations
Een bijzondere plaats nemen de zogenaamde nummerstations in. Dit zijn stations die lange reeksen schijnbaar betekenisloze getallen uitzenden, meestal in de vorm van een computerstem die de getallen hardop voorleest. Deze stations beschikken over geen enkele identificatie behalve een kenmerk zoals een bekende melodie. Enthousiastelingen hebben de stations dan ook zelf namen gegeven, maar weten doorgaans niet waar het station zich precies bevindt of welke organisatie er achter de uitzendingen zit.
Het doel van deze stations is nooit officieel bevestigd, maar er wordt algemeen aangenomen dat de berichten afkomstig zijn van de geheime dienst van bepaalde landen, en gericht zijn op spionnen die zich in het buitenland bevinden. De berichten zouden dan versleuteld zijn met een one-time pad, waardoor ontsleuteling theoretisch onmogelijk is.